# Wil (film)
Pour plus de détails, voir Fiche technique et Distribution.
Wil est un film belgo-néerlandais-polonais de 2023, réalisé par Tim Mielants et basé sur le livre éponyme de Jeroen Olyslaegers. Le livre est sorti en français, en 2019, sous le titre Trouble.

## Synopsis
Wil est officier de police auxiliaire à Anvers au début de la Seconde Guerre mondiale. L’heure est à la méfiance. Wil fait ce qu’il peut pour éviter les problèmes. Il reçoit l’attention et le soutien d’un collaborateur qui se range du côté de l’occupant allemand, mais il jouit également de la confiance de son collègue anti-nazi Lode. Wil engage une relation sentimentale avec Yvette, la sœur de Lode. Wil fait de son mieux pour survivre pendant que la persécution des Juifs se poursuit sans relâche. Des années plus tard, il raconte son histoire à l’un de ses descendants.

## Fiche technique
- Titre : Wil
- Réalisateur : Tim Mielants
- Scénario : Tim Mielants
- Musique : Geert Hellings
- Photographie : Robrecht Heyvaert
- Montage : Bert Jacobs
- Costume : Valérie Le Roy, Charlotte Willems
- Production : Bo De Group, Hans Everaery, Guy Goedgezelschap, Tomas Leyers, Jan Segers
- Distribution : Kinepolis Film Distribution (KFD)
- Genre : Film historique
- Durée :  107 minutes
- Date de sortie[3] :
  - Belgique :  27 septembre 2023

## Distribution
Sauf indication contraire, les informations mentionnées dans cette section peuvent être confirmées par la base de données cinématographiques IMDb,  présente dans la section « Liens externes ».
- Stef Aerts : Wilfried Wils (Wil)
- Matteo Simoni : Lode Metdepenningen
- Annelore Crollet : Yvette Metdepenningen
- Dirk Roofthooft : Felix "Nijdig Baardje" Verschaffel
- Kevin Janssens : Vincent "De Vinger" Vindevogel
- Koen De Bouw : Le père Metdepenningen
- Jan Bijvoet : Commissaire de police Jean
- Els Dottermans : La mère Metdepenningen
- Jan Decleir : Le professeur
- Gene Bervoets : Omer Verschueren
- Frieda Pittoors : La mère de Wil
- Frank Vercruyssen : Le père de Wil
- Tine Van den Wyngaert : La tante de Wil
- Sofie Decleir : Jenny
- Valentijn Dhaenens
- Marc Lauwrys
- Pierre Bokma : Chaim Litzke
- Karina Smulders
- Dimitrij Schaad
- Pit Bukowski
- Szymon Wroblewski
- Cedric Tylleman

## Production

### Développement
Le film a reçu le soutien financier du Fond audiovisuel flamand (Vlaams Audiovisueel Fonds).
Le film est sorti en salle le 27 septembre 2023 en Belgique.

### Tournage
Le film a été tourné en Belgique à Anvers et Charleroi et en Pologne.